# Picante de cuy
Picante de cuy, también llamado cuy colorado, es una receta ancestral de los Andes. Con el paso de los años se ha extendido por todo el Perú, consolidándose como uno de los platillos más populares.
En algunas regiones del Perú se come diario y en festividades, tales como en Ayacucho, Cuzco, Ancash y Junín. En Huánuco, se prepara el plato en los bautizos y cumpleaños, para después hacer apuestas con el Jacamichí.

## Historia

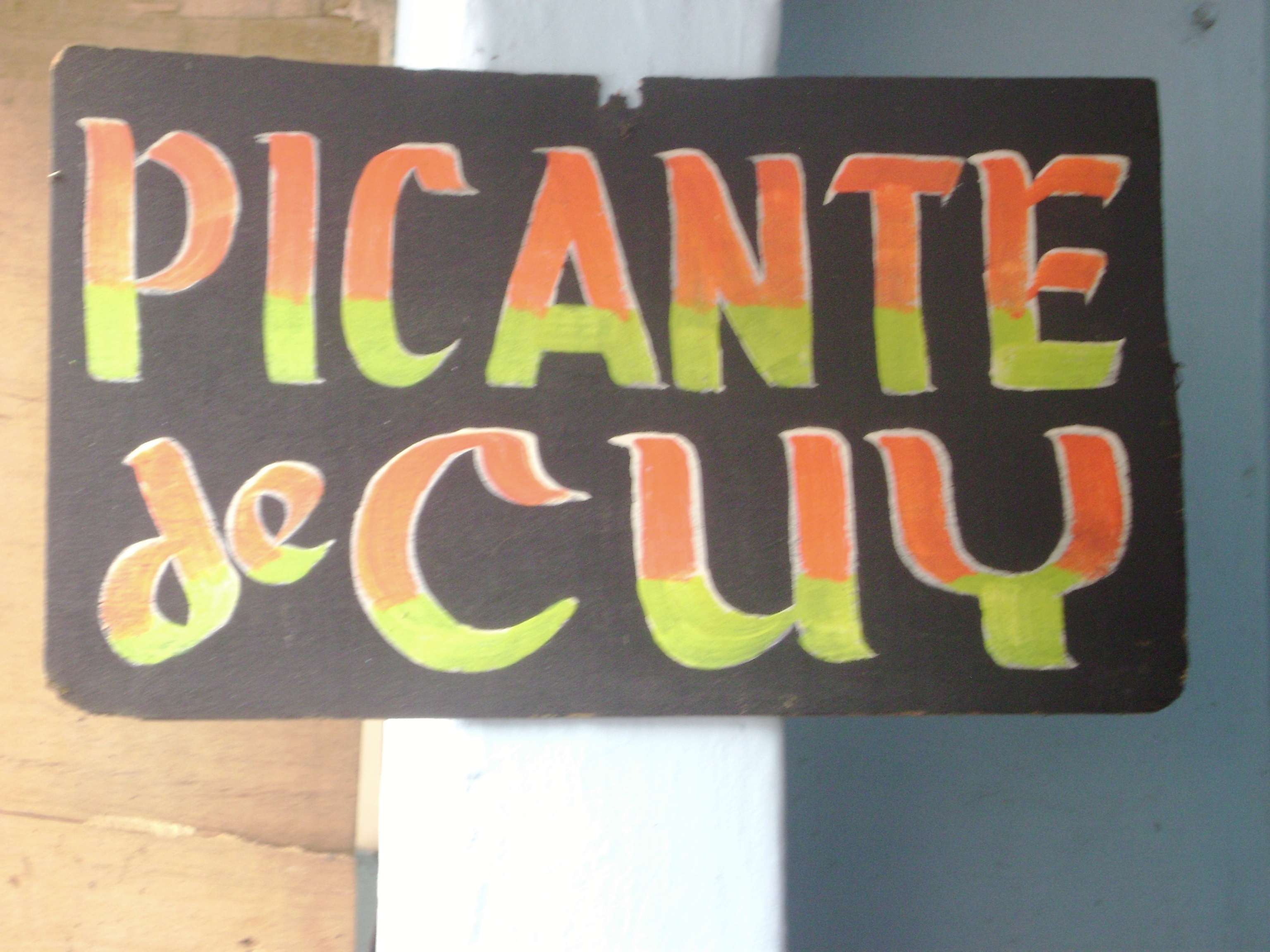
Cartel de venta de picante de cuy en el departamento de Junín, en el centro del Perú.

La cría del cuy (Cavia porcellus) es una práctica milenaria en el territorio peruano, su consumo se hizo muy común en épocas pre-incas e incas, generando diversas formas de preparación. El origen del picante de cuy no es exacto, se sabe que se originó en la serranía peruana, unos dicen que fue en Huánuco, otros de Cajamarca, hasta de Áncash.
Los incas seleccionaban un plato cada mes, para servirlo en sus celebraciones a la madre tierra. Por ejemplo, en agosto o Chakra Yapuy Killa, mes de limpiar la tierra para empezar a sembrar. En el día que aparecía la Luna Nueva (Kusikuy), los Incas retornaban a sus casas para barrer y después quemar lo que no servía. El Chakra Yapuy Killa era simbolizado por el color rojo. Debido a ello, la comida preparada en ese mes era el picante de cuy, preparado en las celebraciones y en el inicio de la época del sembrado de tierra.
Este platillo es propio de la sierra peruana. Sin embargo, la migración de los pobladores andinos a la costa dejó una fusión gastronómica. Es así como el cuy es hoy un platillo muy común en los restaurantes populares.

## Variedades

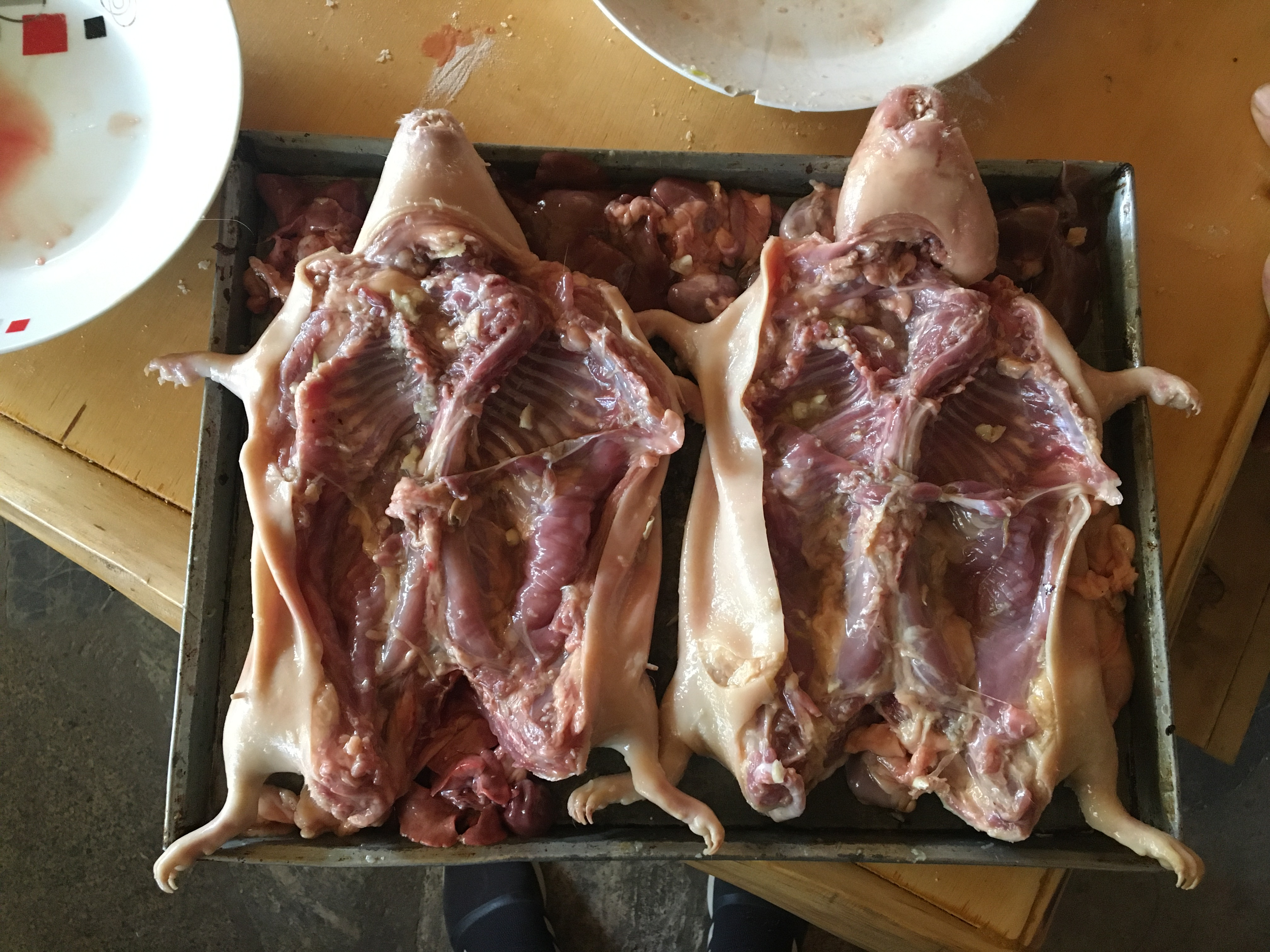
Cuyes limpios antes de ser aderezados

### Picante de cuy llatino
Se llama así porque proviene de la capital de la provincia de Huamalíes, Llata, Huánuco.

### Picante de cuy con papa
Es de Cajamarca, el plato tiene mayor riqueza gastronómica porque mezcla productos andinos y españoles. Lo que hace la diferencia de sabor es la papa negra o andina con la piel.

### Picante de cuy ancashino
Proviene de la provincia de Huari en Áncash. En los ingredientes se le aumenta la hierba buena, una taza de pisco, caldo de pollo, panes desmenuzados y papas amarillas sancochadas.

### Picante de cuy arequipeño
Se distingue por echarle pasas, aceitunas, harina de maíz blanco y orégano.

### Picante de cuy moqueguano
Para los ingredientes se necesita cuyes fritos, papa, cebolla y condimentos (sal, pimienta, ajo) al gusto.